# Murder hole

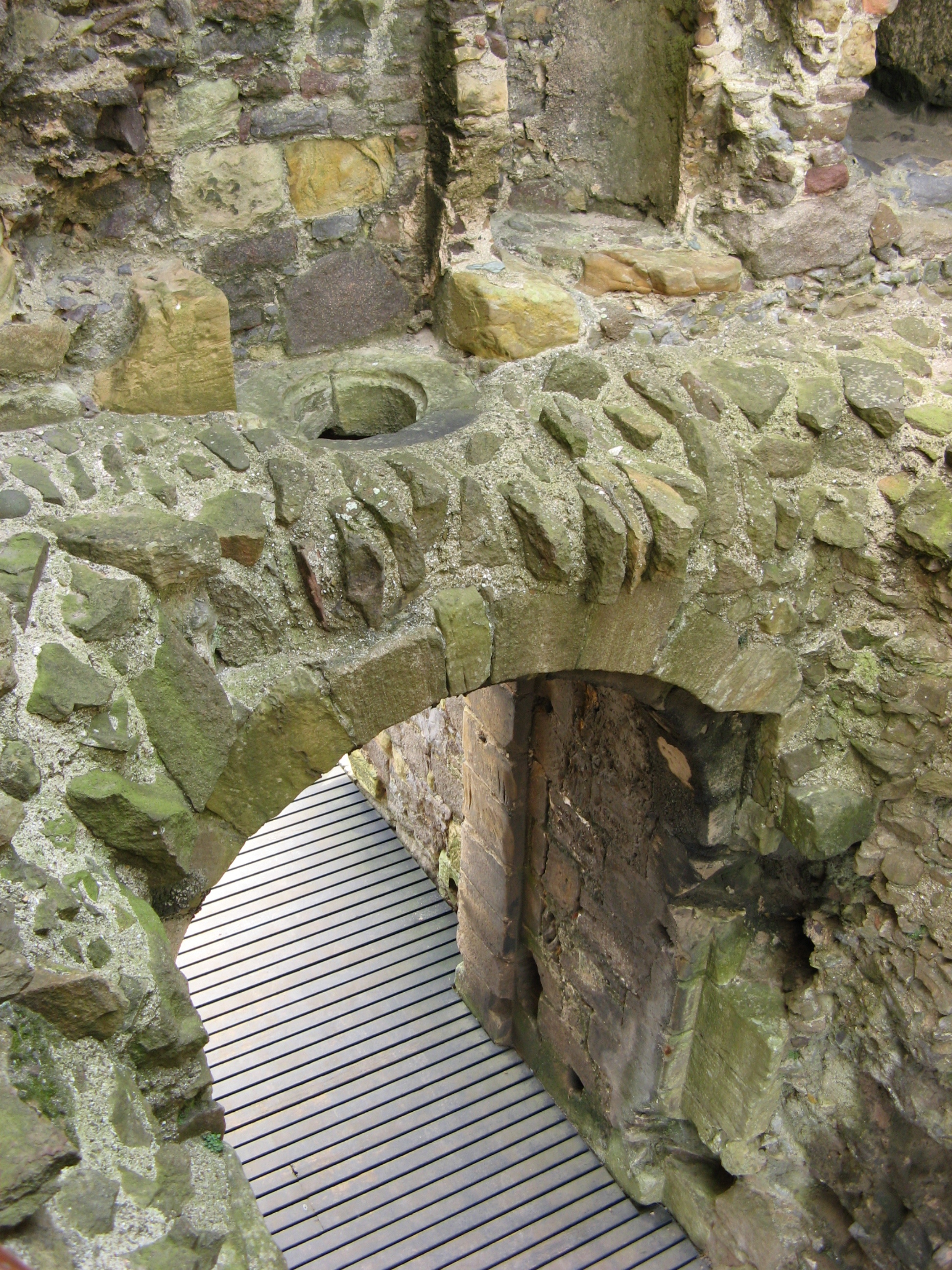
Castelo de Dirleton, Escócia. Buraco assassino acima do portão principal.

Um murder hole (em português:  buraco assassino) é um buraco no teto de uma entrada ou da casa de guarda em uma fortificação através da qual os defensores poderiam disparar, lançar ou despejar substâncias ou objetos nocivos, como rochas, flechas, água escaldante, areia quente, cal virgem, alcatrão, ou óleo fervente, para baixo em atacantes. O óleo fervente raramente foi usado por causa do seu custo. Os buracos assassinos foram introduzidos com castelos Norman e Plantagenet durante o período medieval de 1066 a 1485.

## Galeria

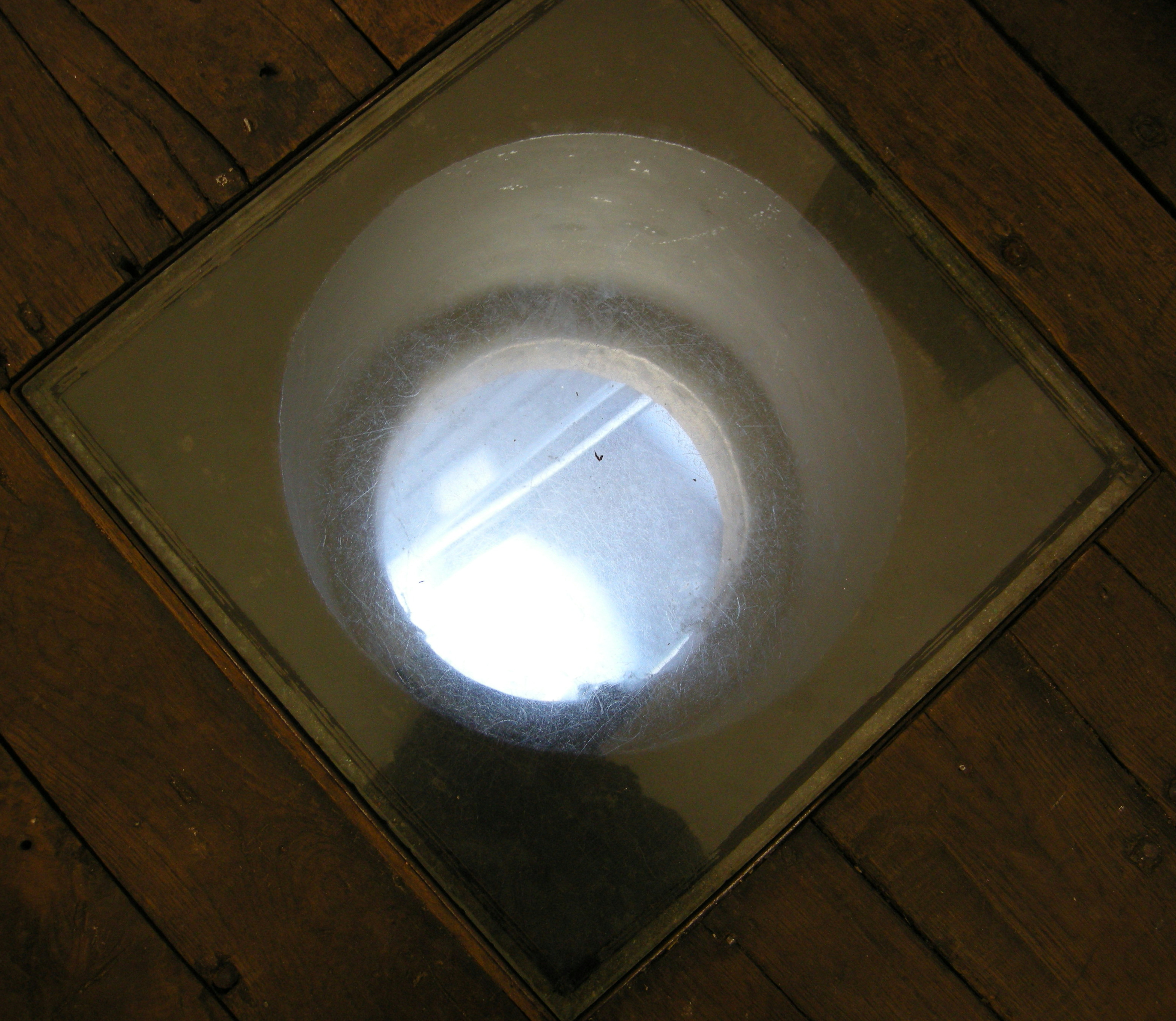
West Gate Towers and Museum, St Peter's Street, Canterbury, Kent. Buraco assassino bloqueado com vidro, no piso da sala da guarda.
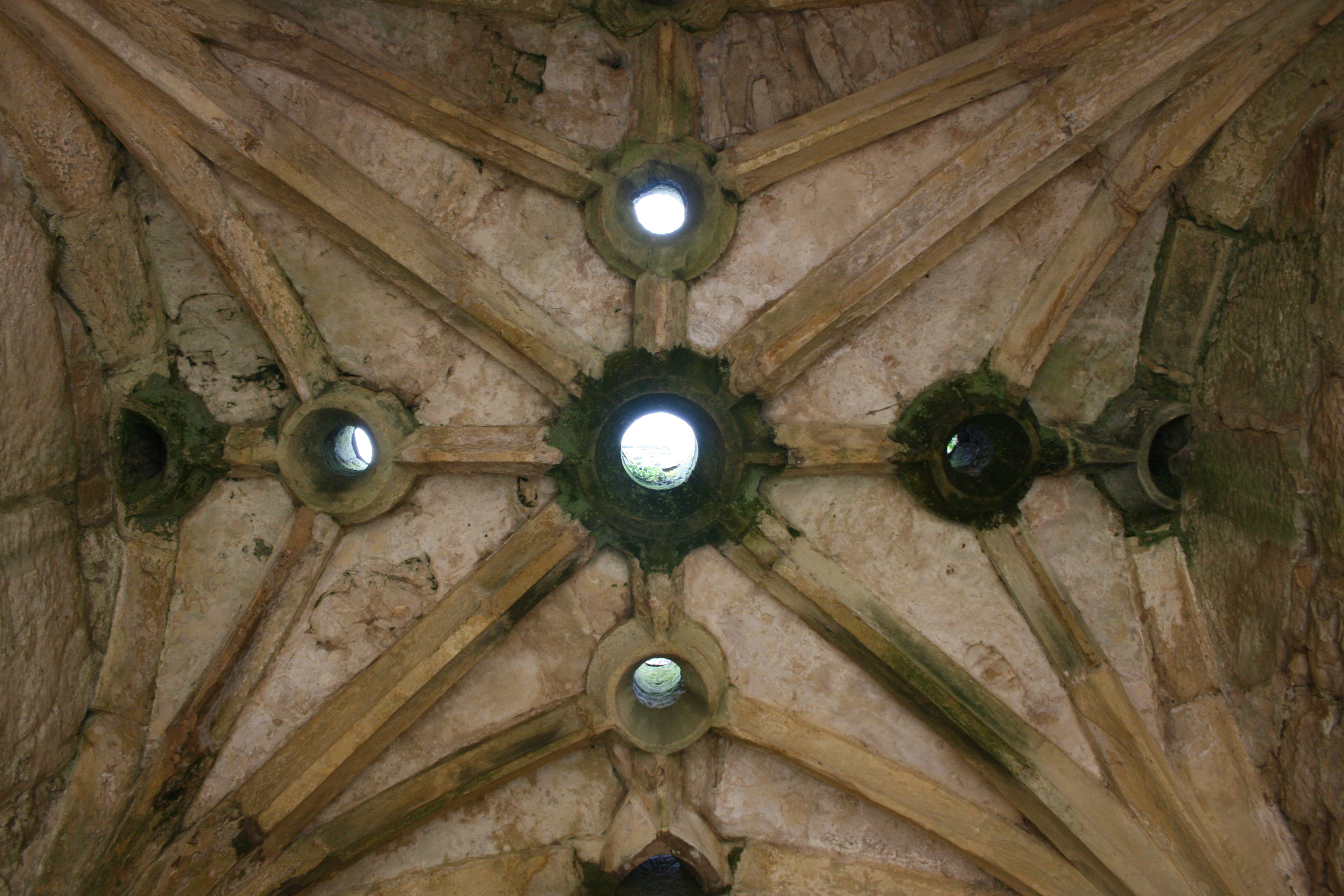
Buracos assassino no Castelo Bodiam.
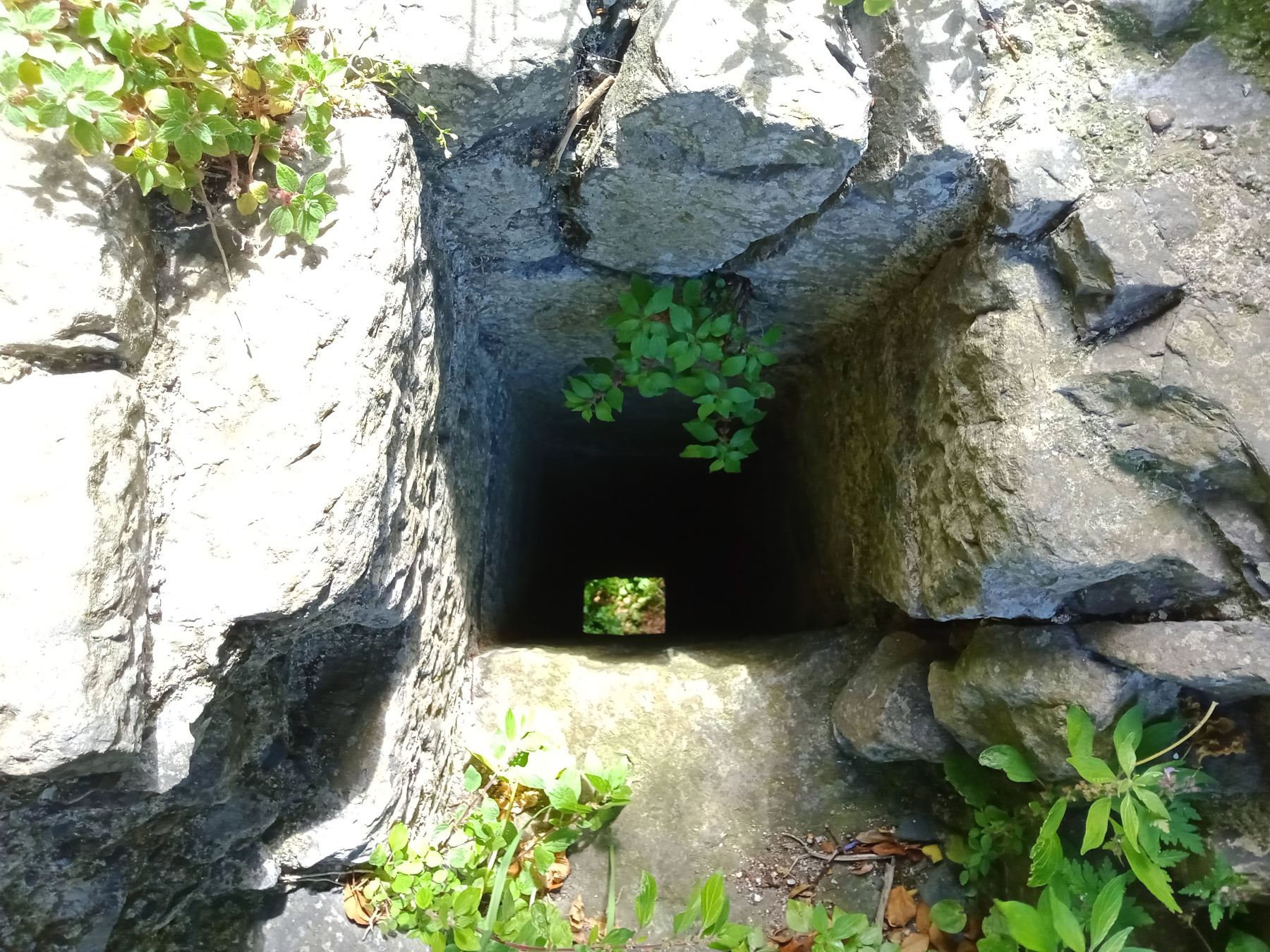
O buraco assassino é "alimentado" do segundo andar do Castelo de Cantwell e leva ao saguão.
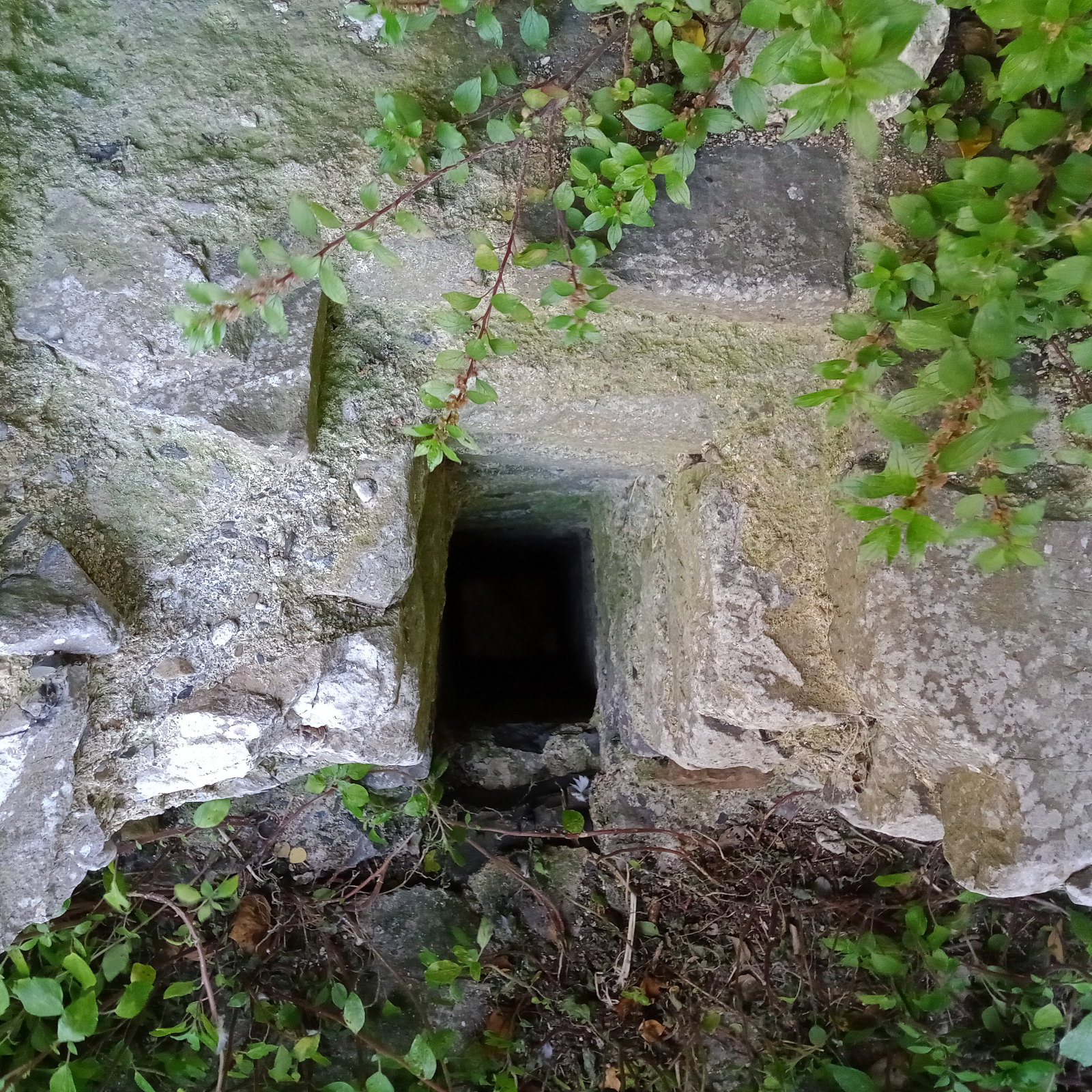
O segundo buraco assassino do Castelo de Cantwell à direita da lareira no segundo andar. Ele desce para a plataforma antes de entrar no primeiro andar.
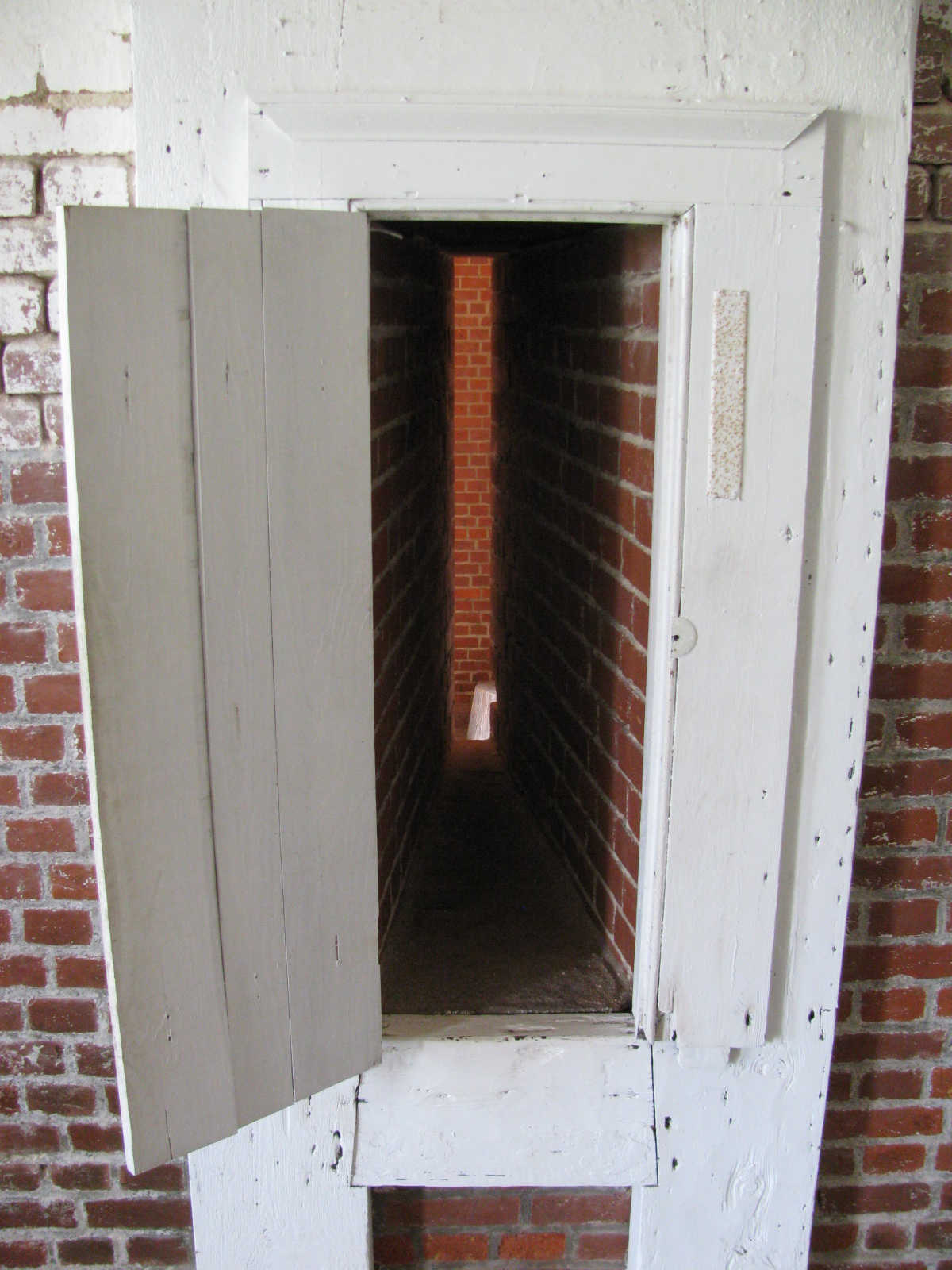
Buraco assassino no Fort Pulaski